# Engelbert König
Engelbert König (ur. 18 października 1884 w Schwechat, zm. 10 września 1951 w Rzymie) – austriacki piłkarz i trener piłkarski.
W reprezentacji Austrii rozegrał pięć meczów w latach 1905–1912. Po zakończeniu kariery piłkarskiej wyjechał do Włoch, gdzie trenował m.in. A.C. Milan, AC Messina i US Grosseto.
Syn Königa, także mający na imię Engelbert (ur. 8 października 1911 w Wiedniu, zm. 23 listopada 1997 w San José), był piłkarzem m.in. Genoa CFC i Sampdorii.